# Traduzioni dell'Odissea

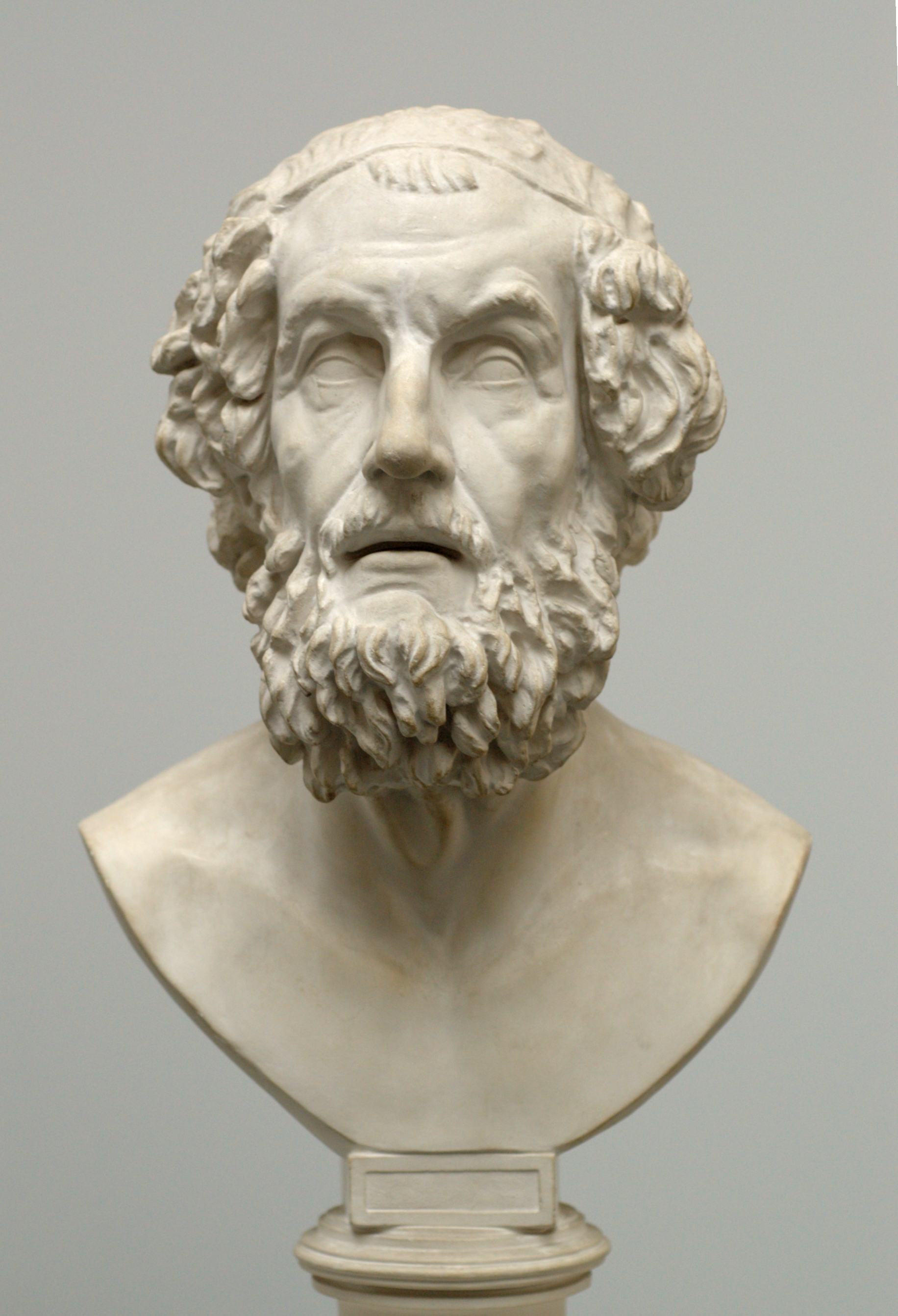
Busto di Omero

Segue una lista delle più importanti traduzioni dell'Odissea, poema epico attribuito al poeta greco Omero, ordinate per data di edizione e autore.

## Traduzioni latine di età classica
La traduzione dell'Odissea di Livio Andronico risale al III secolo a.C. e costituisce una delle prime opere letterarie in latino.

## Traduzioni medioevali (XIV secolo)
Tra il 1360 ed il 1362, su incarico di Giovanni Boccaccio, il monaco e letterato certaldese, di madrelingua greca (ma residente a Firenze in quegli anni), Leonzio Pilato traduce integralmente, in prosa latina, l'Iliade e l'Odissea (prima traduzione integrale dell'Odissea dopo quella di Livio Andronico, nel frattempo perduta).

## Traduzioni rinascimentali (XV-XVI secolo)
Con il rinnovato interesse per la letteratura classica vengono edite le prime traduzioni italiane del testo omerico come quelle di Francesco Aretino, di Ludovico Dolce e di Girolamo Baccelli (1582).
Una traduzione latina fu fatta da Raffaele Maffei intorno al 1510.
In spagnolo la prima traduzione fu fatta da Gonzalo Pérez nel 1550 . 

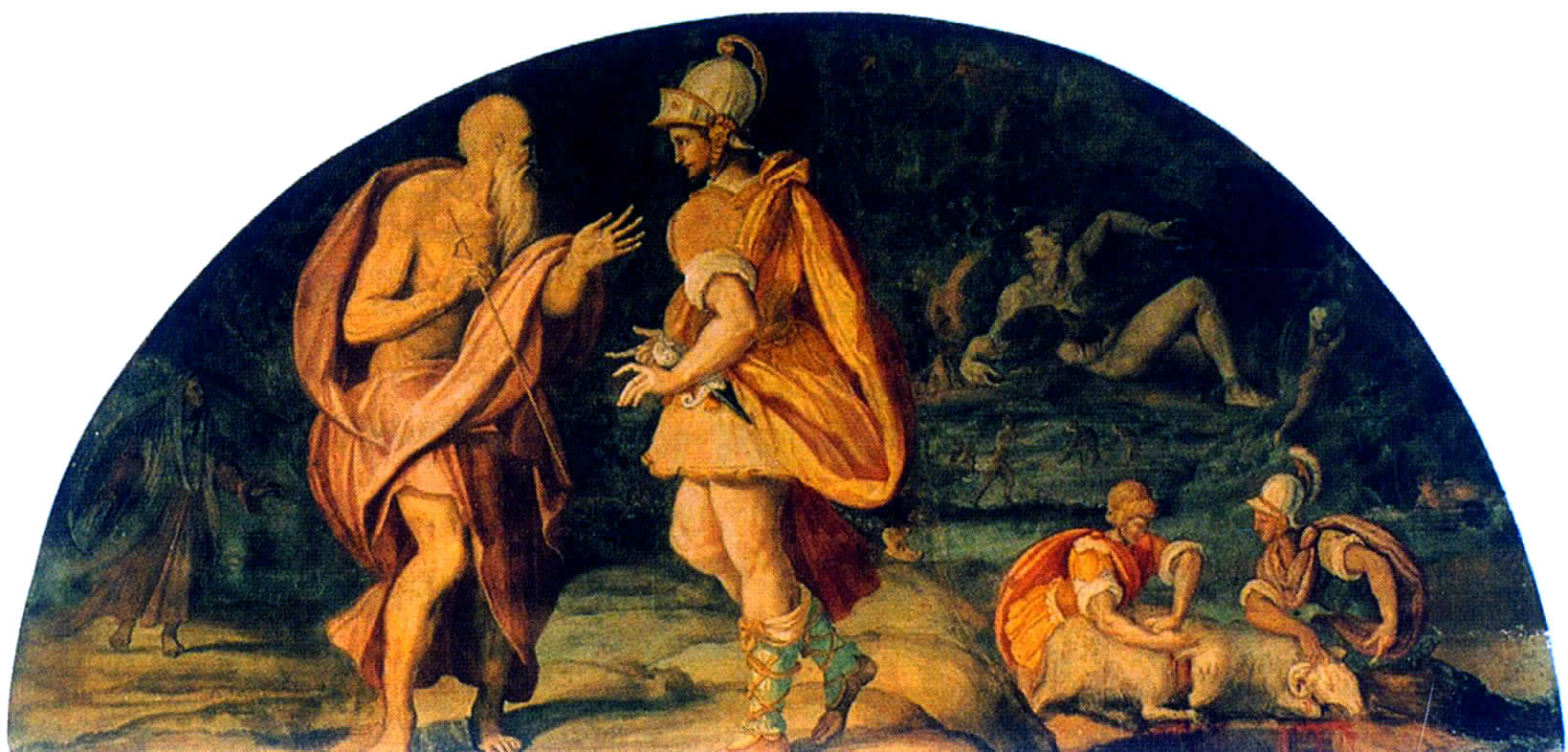
Ulisse parla negli Inferi con Tiresia, dipinto di Alessandro Allori

## Traduzioni di epoca moderna (XVII-XIX secolo)

### In inglese
- George Chapman (1615)
- Thomas Hobbes (1672)
- Alexander Pope (1725)
- William Broome (con Pope, 1725)
- William Lotheby
- William Cullen Bryant
- William Cowper (1791)
- William Morris (1807)
- Mordaunt Barnard (1876)
- George Herbert Palmer (1894)
- Samuel Butler (1900)

### In francese
- Salomon Certon, 1604
- Claude Boitel, 1619
- Achille La Valteire, 1681
- Nel 1716 viene pubblicata la traduzione in prosa di Anne Le Fèvre Dacier che, nell'introduzione all'opera, magnifica Omero come il più grande degli autori classici. Le attestazioni della Dacier contribuiscono a far rinascere l'annosa Querelle des anciens et des modernes, ossia la disputa fra intellettuali e letterati classicisti (convinti della superiorità della lirica classica e della necessità di imitarla) e modernisti (sostenitori della letteratura francese contemporanea) che coinvolse l'ambiente accademico francese della fine del XVII secolo. La querelle riesplose con la traduzione lirica del testo omerico ad opera di Antoine Houdar de La Motte. La traduzione venne compiuta da La Motte - che non conosceva il greco - sulla base del lavoro della Dacier, ma con intenti opposti a quelli della traduttrice: modificò liberamente il testo al fine di "migliorare" il poema omerico.
- Guillaume Dubois Rochefort, 1777
- Pierre-Louis Claude Gin, 1783
- Paul Gérémie Bitaubé, 1810
- Jean-Baptiste Dugas-Montbel, 1818
- Charles-François LeBrun detto Le Prince Le Brun, 1819
- d'Eugène Bareste, 1842
- Pierre Giguet, 1843
- Émile Pessonneaux, 1850
- Charles Marie René Leconte de Lisle, Paris, 1867
- J. B. F. Froment, 1883
- Ulysse Séguier, 1896

### In latino
- Guilielmus Dindorf

### In tedesco
- Johann Jacob Bodmer
- Gottfried August Bürger
- Wolfgang Schadewaldt
- Johann Heinrich Voss (1781)

### In italiano
- Federico Malipiero (1643), nella toscana favella
- Anton Maria Salvini (1723), in versi sciolti
- Giuseppe Bozoli (1779)
- Gregorio Redi (1790), in ottava rima
- Ippolito Pindemonte (1805), la traduzione italiana più nota e ristampata
- Giacomo Leopardi (1816), traduzione parziale sulla rivista "Lo Spettatore italiano e straniero"
- Niccolò Delvinotti (1843)
- Paolo Maspero (portata a termine nel 1845), in verso sciolto
- Michele Lorenzo Mancini (1847)
- Cornelia Sale Mocenigo Codemo (1848)
- Niccolò De Robbio (1886), in prosa
- Placido Cesareo (1896)
- Giovanni Pascoli, traduzione di diversi brani in esametri italiani nell'antologia Sul limitare (Palermo: Sandron, 1899), raccolti poi nel volume postumo Traduzioni e riduzioni (1913)

## Dal XX secolo al XXI secolo

### In lingua italiana
- Nicola Festa, Sandron, Palermo, 1921-1925
- Ettore Romagnoli, Zanichelli, Bologna, 1923
- Manlio Faggella, 2 voll., Laterza, Bari, 1925; Carlo Signorelli Editore, Roma, 1953 [trad. in esametri]
- Giuseppe Lipparini, Carlo Signorelli Editore, Roma, 1934-1937 [versione in prosa]
- Guido Vitali, con note e indici di G. Campagna, Collana Classici italiani e stranieri, Giuseppe Principato Editore, Messina, 1934
- Jolanda De Blasi, Sansoni, Firenze, 1944
- Salvatore Quasimodo, trad. parziale, Milano, 1945
- Francesca Castellino, SEI, Torino, 1956
- Rosa Calzecchi Onesti, Einaudi, Torino, 1963
- Mario Lussignoli, Scheiwiller, Milano, 1963
- Emilio Villa, Guanda, Parma, 1964; ed. riveduta, Feltrinelli, Milano, 1972-1994; Derive Approdi, Roma, 2005 [Criticata dapprima in ambito accademico per la versione in prosa in italiano moderno, fu poi apprezzata per la resa elegante, non letterale e fluente del testo omerico]
- Giuseppe Tonna, Garzanti, Milano, 1968 [versione in prosa]
- Giuseppe D'Angelo, Carlo Colombo Editore, Roma, 1968
- Carlo Saggio, Riccardo Ricciardi Editore, Napoli-Milano, 1968; Milano, Sonzogno, 1974; Art'è, Bologna, 2001 [versione in prosa]
- Giovanna Bemporad, ERI, Roma, 1968 e 1970; Le Lettere, Firenze, 1990
- Giuseppe Aurelio Privitera, Fondazione Lorenzo Valla-Mondadori, Milano, 1981-1986
- Enzio Cetrangolo, Sansoni, Firenze, 1990; BUR, Milano, 1997
- Maria Grazia Ciani, Marsilio, Venezia, 1994 e 2000 [versione in prosa]
- Mario Giammarco, consulenza e revisione di Enrico Valdo Maltese, Newton Compton, Roma, 1997
- Franco Ferrari, UTET, Torino, 2001 [versione in prosa]
- Vincenzo Di Benedetto e Pierangelo Fabrini, a cura di V. Di Benedetto, BUR, Milano, 2010
- Guido Paduano, Collezione i millenni, Einaudi, Torino, 2010; Collana ET, Einaudi, 2024
- Dora Marinari, commento di Giulia Capo, Prefazione di Piero Boitani, La Lepre edizioni, Roma, 2012
- Daniele Ventre, Mesogea, Messina, 2014; nuova ed. interamente riveduta, Milano, Ponte alle Grazie, 2023. [trad. in esametri]
- Riccardo Maisano, con Introduzione, note e cura dello stesso, Collana Pleiadi, Roma, Edizioni di Storia e Letteratura, 2025. [trad. in esametri]

### In lingua inglese
- David Binning Monro, 1901
- John William Mackail, 1901-1910
- Henry Bernard Cotterill, 1911
- Augustus Taber Murray, 1919; trad. rivista da George E. Dimock, Loeb Classical Library
- Francis Caulfeild, 1921
- Sir William S. Marris, 1925
- Robert H. Hiller, 1925
- Herbert Bates, 1929
- Thomas Edward Lawrence, 1932
- William Henry Denham Rouse, 1937
- Emile Victor Rieu, Penguin Classics, 1945; la traduzione fu rivista dal figlio D.C.H. Rieu assieme a Peter V. Jones e pubblicata nel 1991 da Penguin.
- Samuel Ogden Andrew, J.M. Dent & Son, London, 1948
- Ennis Rees, Random House, New York, 1960
- Robert Fitzgerald, Doubleday, New York, 1961
- Preston H. Epps, MacMillan, New York, 1965
- Richmond Alexander Lattimore, Harper & Row, New York, 1965
- Albert Cook, W. W. Norton, New York, 1967
- Denison Bingham Hull, Ohio University Press, 1979
- Walter Shewring, Oxford University Press, 1980
- Allen Mandelbaum, University California Press, Berkeley, 1990
- Brian Kemball-Cook, Calliope Press, London, 1993
- R.D. Dawe, The Book Guild, Sussex, 1993
- Peter Reading, 1994
- Robert Fagles, Viking/Penguin, New York, 1996
- Martin Hammond, Duckworth, London, 2000
- Stanley F. Lombardo, Hackett, Indianapolis, 2000
- Rodney Merrill, University of Chicago Press, 2002
- Anthony S. Kline, 2004
- Edward McCrorie, Johns Hopkins University Press, Baltimore, 2004
- Ian C. Johnston, Vancouver Island University, Nanaimo, British Columbia, 2006; riveduta, 2010; rivista con minori correzioni, 2017
- Charles Stein, North Atlantic Books, Berkeley, 2008
- Stephen Mitchell, Atria Paperback, 2013
- Barry B. Powell, Oxford University Press, 2014
- Anthony Courtenay Froude Verity, Oxford University Press, 2017
- Emily Wilson, W. W. Norton & Company, 2017
- Peter Morris Green, University of California Press, 2018

### In lingua francese
- Victor Bérard, Les Belles Lettres, 1924
- Médéric Dufour e Jeanne Raison, Garnier, 1935
- Mario Meunier, 1943
- Philippe Jaccottet, 1955
- Frédéric Mugler, 1991
- Louis Bardollet, 1995
- Hélène Tronc, 1999